# Опёнок тёмный
Опёнок тёмный (лат. Armillaria ostoyae) — гриб рода Опёнок семейства Физалакриевые (Physalacriaceae).

## Описание
Шляпка выпуклая или плоская, окрашена в красновато-желтые или коричневатые тона, покрыта более темными чешуйками, в центре окрашена интенсивнее. Край шляпки с бахромчатыми остатками белого покрывала. Пластинки редкие, приросшие, у молодых грибов беловато-желтые, со временем становятся окрашенными более интенсивно. Ножка обычно цвета шляпки, с бахромчатым хорошо выраженным кольцом и утолщением у основания. Мякоть рыхлая, беловатая или чуть желтоватая. Споровый порошок белый.
Подавляющая часть массы тёмного опёнка и других видов из его рода лежит под землёй и не видна человеку. Лишь небольшие группы, напоминающие обычные грибы и служащие для размножения, можно увидеть над поверхностью. В настоящий момент эти крупнейшие в мире организмы представляют собой серьёзную угрозу для лесов, главным образом хвойных, вызывая внешне беспричинную гибель деревьев. 
Грибница опенка темного, которая развивается в лесном заповеднике Малур в американском штате Орегон признана  самым крупным живым существом на планете: она занимает площадь более 880 гектаров, а ее возраст оценивается в 2,4 тысячи лет. Гигантская грибница, опутывая корни деревьев, вызывает гибель последних, что и привлекло внимание биологов, которые в 1998 году смогли определить, что она — это не отдельные скопления, растущие по всему лесу, а гигантский целостный живой организм. Изучив геном тёмного опёнка установили, что он умеет разлагать лигнин в составе древесины высших растений особо эффективно, что и позволяет ему паразитировать на них столь успешно. Их ризоморфы — это тёмные нити, которые, проникнув под кору, идут под ней через заболонь ствола на десятки метров и таким образом грибы получают от растений питательные вещества. Со временем деревья, поражённые паразитами, гибнут.